# Gaultheria jordanensis
Gaultheria jordanensis är en ljungväxtart som beskrevs av Alexander Curt Brade och Herman Otto Sleumer. Gaultheria jordanensis ingår i släktet Gaultheria och familjen ljungväxter. Inga underarter finns listade i Catalogue of Life.